# Février 2020
Février 2020 est le 2e mois de l'année 2020.

## Climat et environnement
Entre le 1er janvier et le 25 février 2020, une très forte baisse de la pollution atmosphérique est constatée en Chine, notamment une forte chute de dioxyde d'azote, en raison de la diminution de l'activité industrielle provoquée par l'épidémie de Covid-19. Avec la baisse de la consommation d'énergie par les industries, et la diminution des émissions liées aux transports, une baisse de la teneur de dioxyde d'azote est également observée en Italie du Nord entre le 7 février et le 8 mars sur le même modèle que ce qui avait été observé en Chine.
En Europe, le mois de février 2020 est le deuxième mois de février le plus chaud connu, avec une température supérieure de 3,9 °C à la moyenne des mois de février depuis le début des relevés de température (le mois de février le plus chaud connu étant février 1990 avec une température supérieure de 4,5 °C à la moyenne). En France, le mois de février 2020 est supérieur de 3,6 °C à la moyenne, ce qui en fait le deuxième mois de février le plus chaud connu en France (derrière encore février 1990 où la température était supérieure de 4,4 °C). Ceci s'inscrit dans une tendance plus générale, l'hiver météorologique 2019-2020, c'est-à-dire la période décembre 2019 à février 2020, étant le plus chaud qu'ait connu l'Europe depuis le début des relevés de température, avec une température supérieure de 3,4 °C à la moyenne depuis le début des relevés. Ce qui dépasse largement le record précédent, l'hiver météorologique 2015-2016, de 1,4 °C.

## Évènements
- 3 février :
  - Les Chiefs de Kansas City remportent leurs 2e Super Bowl 30-21 à Miami contre les 49ers de San Francisco lors du Super Bowl LIV.
  - cinq soldats et trois membres du personnel civil des forces armées turques sont tués par des tirs d'obus de l’armée arabe syrienne près de Saraqeb dans le gouvernorat d'Idlib[4],[5],[6]. Les forces turques ripostent par 222 tirs d’artillerie sur 46 positions militaires syriennes, détruisant plusieurs cibles, selon le ministère turc de la Défense nationale. Erdoğan, le président turc, affirme que ces représailles ont tué « entre 30 et 35 soldats syriens », l'Observatoire syrien des droits de l'homme (une ONG pro-opposition basée au Royaume-Uni) parle lui de 13 soldats syriens morts, l'agence officielle syrienne Sana dément quant à elle toute perte dans les rangs de l'armée du pays[6],[7].
- 5 février : un Boeing 737-86J opérant le vol 2193 Pegasus Airlines entre Izmir et Istanbul effectue une sortie de piste lors de son atterrissage à l'aéroport international Sabiha-Gökçen. L'avion s'écrase en bas d'un talus et se disloque en trois tronçons tuant 3 personnes et en blessant 179 autres sur ses 183 occupants[8].
- 6 février :
  - la ville de Saraqeb est prise par l’armée syrienne[9] ;
  - un déraillement de train à Livraga en Lombardie dans le nord de l'Italie, tue les 2 conducteurs du train et blesse les 31 passagers à bord[10] ;
  - aux États-Unis, un avion de transport régional opérant la liaison entre Bethel et Kipnuk en Alaska s'écrase avec 5 personnes à son bord (le pilote et ses 4 passagers) à 19 kilomètres au sud-ouest de Tuntutuliak. Il n'y a aucun survivant[11].
  - une température de 18,3 °C est enregistrée à la base Esperanza dans la péninsule Antarctique, c'est la plus haute jamais recensée en Antarctique continental (le précédent record était de 17,5 °C et avait également été enregistré à la base Esperanza, le 24 mars 2015)[12] ;
- 7 février : au Kazakhstan, au moins 8 personnes sont tuées et des dizaines d'autres blessées dans des affrontements ethniques entre Kazakhs, Dounganes et Hui dans le village de Masanchi à huit kilomètres au nord de la frontière kirghize. Environ 30 maisons et 15 commerces sont détruits lors des échauffourées[13].
- 8 février :
  - élections législatives en Irlande, le parti républicain de gauche Sinn Féin arrive en tête pour la première fois de l'Histoire du pays ;
  - un soldat thaïlandais, l’adjudant-chef Jakrapanth Thomma, ouvre le feu dans une base militaire et un centre commercial à Nakhon Ratchasima, tuant 29 personnes et en blessant 58 autres avant d’être abattu par la police royale le lendemain. Cette attaque est considérée comme la fusillade de masse la plus meurtrière de l’histoire de la Thaïlande avant d'être surpassée par le massacre de Nong Bua Lamphu du 6 octobre 2022[14] ;
  - une fusillade lors d'un exercice conjoint de l'armée américaine et des Forces nationales de sécurité afghanes (en) provoque la mort de 4 à 6 soldats américains et de 6 soldats afghans dans la province de Nangarhar. On ne sait pas si les responsables de l'attaque sont les talibans ou des éléments infiltrés/corrompus au sein des forces afghanes[15].
- 9 février :
  - élections législatives en Azerbaïdjan ;
  - élections législatives et municipales au Cameroun.
  - référendum en Suisse, les électeurs approuvent une loi qui prévoit l'interdiction des discriminations fondées sur l'orientation sexuelle[16] ;
  - au Nigeria, des djihadistes attaquent le village d'Auno et les véhicules dans ses environs, situés sur la route stratégique entre Maiduguri (État du Borno) et Damaturu (État de Yobé) - vitale pour l'approvisionnement de Maiduguri[17] - tuant au moins 30 civils, et enlevant plusieurs femmes et enfants, avant de piller Auno puis d'incendier le village et les véhicules[17] ; Iswap, une branche de Boko Haram, est suspecté[17].
  - porté par la tempête Ciara, le vol 112 de British Airways bat le record du monde du vol transatlantique New York - Londres le plus rapide, en reliant ces deux villes en 4h56, soit avec 1h20 d'avance par rapport au précédent record[18] ;
  - une température record pour l'Antarctique de 20,75 °C est relevée sur l'Île Seymour ;
  - Parasite est récompensé des Oscars du meilleur film et du meilleur film international ; son réalisateur Bong Joon-ho obtient l'Oscar du meilleur réalisateur.
- 9-11 février : le président salvadorien Nayib Bukele entre dans l'Assemblée législative du Salvador, où l'opposition est majoritaire, accompagné de militaires et de policiers lourdement armés, ce qui n'était pas arrivé depuis la guerre civile de 1992, pour forcer les parlementaires à voter une augmentation du budget des forces armées de 109 millions de dollars[19] ; toutes les branches de l'opposition, la Société civile, les diplomates présents au Salvador et Amnesty International protestent contre ce qui est qualifié de « tentative de coup d’État » ou d'« autoputsch » par les députés[20] ; le 10 février la Cour suprême de Justice juge anticonstitutionnel le recours à la force pour faire voter un budget et invalide donc celui-ci, et rappelle au Ministre de la Défense René Merino et au Directeur de la police Mauricio Arriaza qu'ils n'ont pas le droit d'interférer avec le processus législatif[20] ; Bukele rejette le jugement de la Cour dans un premier temps[20], mais finit par l'accepter le 11 février[21].
- 10 février :
  - des tirs d'artillerie de l'armée syrienne sur l'aéroport militaire (en) de Taftanaz (en) provoquent la mort de 5 soldats turcs[22]. Le ministère turc de la Défense nationale affirment qu'en représailles « 101 membres du régime ont été neutralisés, trois chars et deux canons ont été détruits et un hélicoptère a été touché »[23].
  - la tempête Ciara atteint les iles Britanniques et l'Europe de l'Ouest et du Nord, provoquant au moins 7 morts et des dégâts matériels importants dans de nombreux pays[24] ;
  - des scientifiques brésiliens annoncent avoir découvert une nouvelle amibe baptisée "Yaravirus" dans le lac artificiel (en) de Pampulha. La souche s’est révélée beaucoup plus petite que tout autre virus amibien connu, et 90% de son génome est composé de gènes inconnus[25] ;
  - une étude publiée dans la revue Cretaceous Research identifie une nouvelle espèce de tyrannosaures, Thanatotheristes degrootorum (Le « faucheur de la mort »), découvert au Canada[26] ;
  - la Corne de l'Afrique subit depuis janvier la pire invasion de criquets pèlerins depuis des décennies. La FAO et le Bureau de la coordination des affaires humanitaires des Nations unies (OCHA) lancent un appel pour un soutien de 76 millions de dollars à la région[27].
- 11 février :
  - pour la première fois depuis 2012, l'armée syrienne et ses alliés parviennent à reprendre le contrôle de toute la M5, la plus grande autoroute du pays, qui relie Damas (capitale) à Alep (capitale économique)[28] ;
  - un hélicoptère Mi-17 de l’armée de l'air syrienne est abattu par des éléments rebelles soutenus par la Turquie près du village de Neirab (en) dans le gouvernorat d'Idlib, tuant ses deux pilotes[29] ;
  - le conseil militaire à la tête du Soudan accepte de remettre le dictateur déchu Omar el-Bechir à la Cour pénale internationale de La Haye pour qu'il y soit jugé pour crimes contre l’humanité au Darfour[30] ;
  - l'Égypte franchit le cap des 100 millions d'habitants[31];
  - premier mariage homosexuel, celui de Robyn Peoples et Sharni Edwards, célébré en Irlande du Nord[32] ;
  - au Honduras, le commissaire général de la Police nationale Leonel Luciano Sauceda, et sa femme Patricia Sbeltlana Estrada, sont arrêtés pour blanchiment d'argent, suspectés d'avoir respectivement blanchi 13.8 millions de lempiras (plus de 500.000 dollars américains) et 2.7 millions de lempiras (environ 100.000 dollars américains) entre 2006 et 2017 ; 33 biens d'origine illicite sont saisis, dont 8 biens immobiliers, 2 véhicules et 3 terrains à bâtir[33]
  - découverte de l'île Sif par les chercheurs à bord du brise-glace scientifique RV Nathaniel B. Palmer.
- 12 février : un groupe de partisans du régime de Bachar el-Assad tente de bloquer un convoi de l'armée américaine (composé de 9 chars blindés) près de Qamichli, dans le gouvernorat de Hassaké. La situation dégénère en fusillade, et les soldats américains tuent un civil syrien et en blessent un autre avant de faire demi-tour sous les huées et les jets de pierre des habitants de la région[34].
- À partir du 14 février : des manifestations féministes ont lieu dans les grandes villes du Mexique, pour dénoncer l'inaction des autorités face aux féminicides, déclenchées par le meurtre et la mutilation post-mortem particulièrement sanglante d'Ingrid Escamilla puis à la diffusion de photos dans la presse mexicaine quelques jours plus tôt[35] ; le meurtre dans des circonstances proches d'une petite fille de 7 ans, Fatima, le 15 février, va rendre les manifestations anti-féminicides devant le Palais national quotidiennes pour les jours suivants, et pousser les parlementaires de la Chambre des députés à voter l'augmentation de la peine pour féminicide de 45 à 65 ans de prison, contre 40 à 60 ans précédemment et les peines pour abus sexuels sur mineurs de 10 à 18 ans de prison, contre 6 à 13 ans auparavant[36]
- 14 février :
  - un hélicoptère de l'armée de l'air syrienne est abattu par un missile sol-air au-dessus du village de Kabtan al-Djabal (ar), tuant ses deux pilotes. C'est le deuxième aéronef de ce type à être abattu par les rebelles pro-turcs en l'espace de 3 jours[37] ;
  - la défense contre aéronefs des Houthis abat un avion de combat saoudien « de type Tornado à l'aide d'un missile sol-air perfectionné » dans le gouvernorat yéménite d'Al Jawf[38],[39]. Deux jours après le crash, le sort des deux pilotes, qui ont réussi à s'éjecter de l'appareil avant son écrasement demeure inconnu : le colonel de la Force aérienne royale saoudienne, Turki al-Maliki (ar), accuse les combattants Houthis de leur avoir tiré dessus[39] ;
  - au Cameroun, 23 civils dont 15 enfants et 1 femme enceinte sont massacrés à Ntumbo, un village de la minorité anglophone au nord-ouest du pays, l'opposition et les ONG locales accusent le gouvernement francophone d'avoir perpétré le massacre, dans un contexte de répression d'une tentative de sécession de certains anglophones[40],[41]. Le 18 février, l'Armée camerounaise reconnaît sa responsabilité, avançant une explication controversée selon laquelle des soldats auraient été attaqués par 7 terroristes séparatistes, et que dans la contre-attaque les militaires auraient accidentellement déclenché un incendie responsable de la plupart des morts[41]. Le 21 avril, le régime camerounais admet sa responsabilité, expliquant que l'Armée et un groupe d'autodéfense allié avaient attaqué des indépendantistes, tuant 5 d'entre eux, puis s'étaient rendu compte que leur assaut avait également tué accidentellement les femmes et les enfants, et avaient alors décidé de déclencher l'incendie pour tenter de masquer leurs faits[42].
- 15 février :
  - au moins 31 civils (dont des femmes et 19 enfants) sont tués et des dizaines d'autres blessés (dont 18 enfants) par des bombardements aériens de la coalition militaire dirigée par l'Arabie saoudite, à Al-Hayjah, dans le district de Masloub (ar), au sud-est du gouvernorat d'Al Jawf au Yémen[38],[43].
  - découverte de 2020 CD3 (dévoilée le 25 février), un astéroïde happé par la gravité de la Terre, le transformant en satellite naturel temporaire de la Terre.
- 16 février :
  - l'armée syrienne et ses alliés s'emparent - entre autres - des villes de Haritan, Anadan et Kfar Daël lors d'une offensive-éclair dans la banlieue ouest d'Alep[44].
  - au Burkina Faso, un groupe armé terroriste, présumé djihadiste, attaque l'église protestante de Pansi durant la messe dominicale, et peut-être le reste du village, provoquant au moins 24 morts dont le pasteur et 18 blessés, dans un contexte où les attentats des groupes terroristes djihadistes contre les communautés chrétiennes et les musulmans modérés de la région Sahel sont en augmentation[45] ;
- 17 février : en Allemagne, un groupuscule terroriste d'extrême-droite est démantelé, ses 12 membres sont tous arrêtés dans 5 länders différents, de nombreuses armes sont saisies, ils projetaient des attaques contre des mosquées et des étrangers dans le but de «lancer une guerre civile» en Allemagne[46],[47].
- 18 février : la Commission électorale afghane annonce que le président sortant Ashraf Ghani est vainqueur de l'élection présidentielle afghane de 2019 avec 50,6% des voix[48], son adversaire Abdullah Abdullah dénonce des fraudes, refuse de reconnaître les résultats et monte un gouvernement parallèle[49].
- 19 février :
  - à Sobral au Brésil, le sénateur et ancien ministre de l'Éducation (sous le gouvernement de Dilma Rousseff) Cid Gomes (en) doit être hospitalisé après qu'on lui a tiré dessus alors qu'il rencontrait des policiers militaires grévistes[50] ;
  - deux fusillades terroristes d'extrême-droite visant des bars à chicha à Hanau, dans la Hesse en Allemagne, font 9 morts et 6 blessés
  - le vol 113 de la Syrian Air, opéré par un Airbus A320-232, décolle de l'aéroport international de Damas à 10h43 heure locale pour atterrir à celui d'Alep à 11h23[51],[52] ; c'est le premier vol commercial à relier les deux villes depuis 2012[51].
  - une équipe de chercheurs de l'université du Texas à Austin et des National Institutes of Health dirigée par Jason McLellan publie dans Science la carte en 3D de la structure moléculaire de SARS-CoV-2 (le virus responsable de la pandémie de Covid-19), obtenue par cryomicroscopie électronique, ce qui devrait faciliter l'invention de vaccins et de médicaments antiviraux[53] ;
  - publication d'un article du professeur Michaël Grynberg dans la revue Annals of Oncology, qui révèle la naissance, en juillet 2019 à l'hôpital Antoine-Béclère à Clamart en France, d'un enfant d'une femme de 34 ans qui ne parvenait pas à être enceinte à cause d'un traitement contre le cancer du sein, ce qui a été permis grâce à une technique de prélèvement puis de vitrification d'ovocytes immatures avant le début du traitement, suivi par une maturation in-vitro et une insémination in-vitro, puis une implantation de l'ovule après la fin du traitement contre le cancer, ce qui constitue une première mondiale à la fois dans les domaines de la médecine de la reproduction et de l'oncologie (la technique actuelle se faisant surtout sur des ovocytes matures et non-vitrifiés)[54].
- 20 février :
  - l’Inde et le Pakistan se sont engagés dans un affrontement militaire à la frontière de facto du Cachemire ; les forces indiennes et pakistanaises ont échangé de coups de feu près de la ligne de contrôle dans le district de Kupwara, au Jammu-et-Cachemire[55]. Sepoy Imtiaz Ali, un soldat pakistanais âgé de 30 ans, est mort dans l'affrontement[56].
  - les Houthis lancent une attaque, l'« opération Rapport de dissuasion 3 », contre des raffineries pétrolières de l'Aramco et « d'autres cibles sensibles » à Yanbu (le port industriel de Médine) avec 12 drones de combat Sammad-3, 2 missiles Qods et un missile balistique à longue portée de type Zolfaqar[57] ;
  - un déraillement de train (en) à Wallan dans l'État australien de Victoria, tue les 2 conducteurs du train et blesse 12 des 153 passagers à bord[58].
  - un carambolage impliquant 200 voitures, à La Prairie dans la province de Québec au Canada, tue 2 personnes et en blesse au moins 60 autres[59].
- 21 février : élections législatives en Iran (1er tour).
- 22 février : élection présidentielle au Togo, Faure Gnassingbé est réélu.
- 23 février :
  - élections régionales à Hambourg (Allemagne), le Parti social-démocrate d'Allemagne arrive en tête avec 39 % des voix ; les écologistes de Grünen deviennent la deuxième force politique de Hambourg avec 24.2 % des voix ;
  - élections législatives aux Comores (2e tour) ;
  - le nombre de personnes en Italie atteinte par le SARS-CoV-2 (le coronavirus responsable de la pandémie de Covid-19) dépasse la centaine - au moins 115 cas dont 89 pour la seule Lombardie et 24 pour la Vénétie - dont 2 en sont décédées, ce qui en fait le principal foyer d'infection de COVID-19 en Europe[60] ; les autorités italiennes placent les 11 communes les plus touchées en quarantaine, dont la ville de Codogno qui est devenu le centre italien de l'épidémie, ce qui confine 52.000 personnes[61].
  - un séisme à la frontière irano-turque provoque 9 morts et 37 blessés (dont huit dans un état critique selon le ministre turc de l'Intérieur Süleyman Soylu) en Turquie, et au moins 69 blessés en Iran[62].
- 24 février : un mineur de 17 ans attaque au couteau un salon de massage érotique à Toronto au Canada, tuant une femme et blessant deux autres personnes (une femme et un homme), l'enquête de la Gendarmerie royale du Canada démontre qu'il s'inspirait du mouvement misogyne « incel »[63] ; lors de la première comparution de l'accusé devant un tribunal le 19 mai pour meurtre au premier degré et tentatives de meurtres, la justice les chefs d'accusation sont requalifiés en activités terroristes[63], sur recommandation de la Gendarmerie royale et de la police de Toronto, c'est la première fois au Canada qu'un incel fait face à un chef d’accusation de terrorisme[64].
- 25 février : l'armée syrienne et ses alliés reprennent la ville symbolique de Kafranbel, occupée par les rebelles depuis 2012[65],[66].
- 26 février :
  - les rebelles syriens parviennent momentanément à couper l'autoroute M5 (entièrement reprise par les partisans du président Bachar el-Assad, deux semaines plus tôt) au nord de Saraqeb[67],[68].
  - six prisonniers sont abattus par la police papouasienne (en) lors d'une évasion massive à l'établissent correctionnel Baisu de Mount Hagen. Une trentaine d'autres détenus, sur la centaine d'évadés, sont capturés vivants[69].
  - six personnes, dont le tireur, sont tuées dans une fusillade de masse à la Molson Coors Beverage Company de Milwaukee dans le Wisconsin aux États-Unis[70]. L’assaillant, Anthony Ferrill (51 ans)[71], qui s’est mortellement blessé avec une de ses armes, était un employé de la brasserie qui venait d'être licencié quelques heures plus tôt[72].
- 27 février :
  - les rebelles syriens conquièrent la ville de Saraqeb[73], prise par l'armée syrienne trois semaines plus tôt ;
  - avec un premier cas confirmé de Covid-19 au Mexique, arrivée de la pandémie dans ce pays.
- 29 février :
  - un accord « historique » entre les États-Unis et les talibans est signé à Doha (Qatar)[74].
  - élections législatives en Slovaquie.
  - Nuno Gomes Nabiam devient premier ministre de la Guinée-Bissau.